# Михалаки, Виктор
Виктор Михалаки (рум. Victor Mihalachi; 24 февраля 1989, Старая Флорицоя) — румынский гребец-каноист молдавского происхождения, выступает за сборную Румынии по гребле начиная с 2009 года. Участник летних Олимпийских игр в Лондоне, четырёхкратный чемпион мира, трёхкратный чемпион Европы, победитель многих регат национального и международного значения.

## Биография
Виктор Михалаки родился 24 февраля 1989 года в селе Старая Флорицоя Унгенского района Молдавии. Активно заниматься греблей начал в возрасте девяти лет, первое время проходил подготовку на озере в городе Унгень под руководством собственного отца, мастера спорта по гребле. В 2007 году переехал на постоянное жительство в Румынию и на соревнованиях стал представлять эту страну.
Первого серьёзного успеха на взрослом международном уровне добился в сезоне 2010 года, когда вошёл в основной состав румынской национальной сборной и побывал на чемпионате Европы в испанской Корвере, откуда привёз две награды золотого и бронзового достоинства, выигранные совместно с Александру Думитреску в зачёте двухместных каноэ на дистанциях 500 и 1000 метров соответственно. Позже на чемпионате мира в польской Познани они одержали победу в обеих этих дисциплинах.
В 2011 году Михалаки выступил на европейском первенстве в Белграде, где стал чемпионом на пятистах метрах и бронзовым призёром на тысяче, а затем на мировом первенстве в венгерском Сегеде полностью повторил эти результаты. Год спустя на чемпионате Европы в хорватском Загребе был лучшим на полукилометровой дистанции и вторым на километровой. Благодаря череде удачных выступлений удостоился права защищать честь страны на летних Олимпийских играх в Лондоне — вместе со своим постоянным партнёром Думитреску сумел пробиться в главный финал «А», но там пришёл к финишу лишь седьмым.
После лондонской Олимпиады остался в основном составе гребной команды Румынии и продолжил принимать участие в крупнейших международных регатах. Так, в 2013 году на чемпионате Европы в португальском городе Монтемор-у-Велью добавил в послужной список серебряную и бронзовую награды, выигранные в программе каноэ-двоек на дистанциях 500 и 1000 метров. В следующем сезоне на европейском первенстве в Бранденбурге взял бронзу и серебро в двойках на двухстах и пятистах метрах соответственно, при этом на мировом первенстве в Москве занял второе место на пятистах метрах и одержал победу на тысяче, став таким образом четырёхкратным чемпионом мира.
В 2016 году на чемпионате Европы в Москве в паре с новым партнёром Йосифом Кирилэ удостоился серебряной медали в зачёте двухместных экипажей на дистанции 500 метров — в финальном заезде их обошёл только российский экипаж Виктора Мелантьева и Ивана Штыля.